# Actinote eulogia
Actinote eulogia är en fjärilsart som beskrevs av Charles Oberthür 1917. Actinote eulogia ingår i släktet Actinote och familjen praktfjärilar. Inga underarter finns listade i Catalogue of Life.